# 말괄량이 길들이기 (1908년 영화)
말괄량이 길들이기(The Taming Of The Shrew)는 미국에서 제작된 D.W. 그리피스 감독의 1908년 멜로/로맨스, 코미디 영화이다. 해리 솔터 등이 주연으로 출연하였다.

## 출연
- 플로렌드 로렌스
- 해리 솔터
- 윌프레드 루카스
- 맥 세네트

### 조연
- 윌프레드 루카스

## 제작진
- 원작자: 윌리엄 셰익스피어